# Жван, Андрей
Андрей Янезович Жван (словен. Andrej Janeza Žvan; 21 ноября 1915, Сподне-Горе — 24 марта 1945, Порезен) — югославский словенский партизан времён Народно-освободительной войны, Народный герой Югославии.

## Биография
Уроженец Сподне-Горе, окончил начальную школу. Помогал отцу в лесном хозяйстве Поклюки, в 1933 году вступил в профсоюз. Нёс службу в королевской югославской армии с 1937 по 1941 годы, дослужился до звания лейтенанта, по возвращении из армии устроился работать на металлургический завод в Есенице сварщиком. В 1938 году принят в Союз коммунистической молодёжи Югославии, через год вступил в Коммунистическую партию Словении.
После оккупации 1941 года под влиянием группы коммунистов с Горишки, ведомой Марией Жумер, Андрей вступил в Движение Сопротивления. В июле 1941 года он с братьями Янезом и Алоизом перебрался в Поклюку и вступил в Есеницкую (Чанкаревскую) партизанскую роту, 1 августа близ Межакли вступил в первый бой против немцев. 8 августа после битвы на холме Котлич (ныне Партизанский холм) назначен командиром взвода при Есеницкой роте. В декабре 1941 года участвовал в боях за Блед и Бохинь, вместе с Якобом Бокалом основал батальон имени Франце Прешерна.
В начале 1942 года Жван, известный под псевдонимом Борис, руководил отрядом под Поклюкой: благодаря своему мужеству в боях с немцами на Берянце и Липанце и проявленной инициативе в операциях он завоевал доверие местного населения. Летом отряд был преобразован во 2-й Гореньский батальон, который в августе и возглавил Андрей. Осенью он по болезни покинул отряд, вернувшись туда только весной следующего года.
В бригаде имени Прешерна Жван руководил Триглавским инженерно-сапёрным взводом и участвовал в нападениях в Бледе и Есенице на немецкие патрули. В ноябре 1943 года после преобразования взвода в роту произведён в звание лейтенанта. В январе 1944 года заболел, лето провёл в школе офицеров Генерального штаба НОАЮ и в конце года стал заместителем командира отряда, приняв на себя обязанности по мобилизации добровольцев.
В марте 1945 года возглавлял группу на горе Порезен. Попал в кольцо и 24 марта 1945 погиб.
Награждён орденами «За храбрость» и Народного героя Югославии (27 ноября 1953, посмертно).